# Luo Yihe
Luo Yihe (骆一禾; 6 febbraio 1961 – 31 maggio 1989) è stato un poeta e critico letterario cinese.

## Biografia
Era figlio di Luo Gengmo, noto economista.
Durante gli anni universitari strinse un forte legame di amicizia con altri due giovani poeti, Hai Zi e Xi Chuan. Insieme furono soprannominati: i tre poeti dell'Università di Pechino.
Si laureò presso il Dipartimento di Letteratura Cinese dell'Università di Pechino nel 1983. Fu poi redattore presso la rivista October, incarico che gli permise di vincere per due volte l'Outstanding Editor Award. Nel 1983 iniziò a pubblicare poesie e teorie poetiche, Cercò anche di scrivere poesie di una sola frase e fu autore delle prime frasi libere.
Vinse l'Ice Bear Award "October" e l'Outstanding Literary Works Award per il 40° anniversario della fondazione della Repubblica Popolare Cinese a Pechino. Morì di emorragia cerebrale nel 1989 all'età di 28 anni, dopo aver kavorato per due mesi all'opera omnia dell'amico Hai Zi che, morto suicida il 26 marzo dello stesso anno, gli aveva lasciato in eredità.
Non è chiaro se Luo Yihe avesse partecipato in prima persona al movimento studentesco del 1989. La sera del 13 maggio 1989, Luo Yihe si trovava in Piazza Tienanmen con la moglie e alcuni amici. Stavano osservando gli studenti in sciopero della fame che marciavano verso la piazza. Ben presto fu sopraffatto dall'eccitazione e collassò. Mandato in ospedale con un'ambulanza, non si è più risvegliato. Morì di ictus il 31 maggio.
Nel 2025, Delufa Press pubblica una selezione di 30 sue poesie, inclusi estratti da “Il sangue del mondo”, nel volume I tre dell’università di Pechino: Hai Zi, Luo Yihe e Xi Chuan.

## Opere
- Raccolta completa delle poesie di Luo Yihe (骆一禾诗全编)
- I tre dell’università di Pechino: Hai Zi, Luo Yihe e Xi Chuan, Delufa Press, 2025 (traduzione di Francesco De Luca)